# Ectinohoplia variabilis
Ectinohoplia variabilis är en skalbaggsart som beskrevs av Edmund Reitter 1903. Ectinohoplia variabilis ingår i släktet Ectinohoplia och familjen Melolonthidae. Inga underarter finns listade i Catalogue of Life.